# Sinchu Bora
Sinchu Bora är en ort i Gambia. Den ligger i regionen Central River, i den östra delen av landet, 190 km öster om huvudstaden Banjul. Antalet invånare var 160 vid folkräkningen 2013.